# Варакина, Татьяна Тимофеевна
Татьяна Тимофеевна Варакина (Пустой шаблон {{ВД-Преамбула}} ) — советский тренер по гимнастике. Одна из основоположниц художественной гимнастики как вида спорта. Заслуженный тренер РСФСР (1960). Работала судьей на соревнованиях по художественной гимнастики.

## Биография
Родилась 10 февраля 1908 года в Санкт-Петербурге. Работала актрисой в театрах имени Пушкина и Железнодорожного театра в Ленинграде с 1929 по 1933 год.
В 1930-е годы начала выступать на всесоюзных конкурсах художественного движения. Окончила Государственный институт физической культуры имени П. Ф. Лесгафта (1938), после чего работала преподавателем Педагогического института имени М. Н. Покровского (1939—1941).
Во время Второй мировой войны являлась старшим методистом лечебной физической культуры в военных госпиталях Ленинградского фронта.
После окончания войны продолжила работать в пединституте Покровского (1945—1948), а затем перешла в ленинградское училище физвоспитания (1947—1955). Была преподавателем, старшим преподавателем и доцентом в Университете имени Лесгафта.
Являлась старшим тренером ленинградского общества «Буревестник» (1947—1962), а также сборных РСФСР и СССР.
За свою тренерскую карьеру воспитала таких гимнасток как Д. Огородову (Кабакова), Р. Постнову, В. Кимельфельд, Н. Тронову и Н. Чежину.
С 1949 по 1979 год возглавляла Федерацию художественной гимнастики Ленинграда. Входила в президиум Федерации художественной гимнастики СССР. Работала главным судьей на чемпионатах СССР и Спартакиадах народов СССР.
Участвовала в подготовке первых классификационных программ, учебников, методических пособий по художественной гимнастике. Разработала упражнения с обручем и со скакалкой. Соавтор книги «Упражнения с предметами: скакалка, лента, вымпелы» (1973).
Скончалась 13 апреля 2003 года в Санкт-Петербурге. Похоронена на Шуваловском кладбище.

## Награды и звания
- Медаль «За оборону Ленинграда»[1]
- Медаль «За победу над Германией в Великой Отечественной войне 1941—1945 гг.»[1]
- Заслуженный тренер РСФСР (1960)[1]
- Судья всесоюзной категории (1956)[1]
- Почетный судья по спорту[1]